# 내 마음 바치리
내 마음 바치리는 한국에서 제작된 최경섭 감독의 1963년 영화이다. 박노식 등이 주연으로 출연하였고 이성근 등이 제작에 참여하였다.

## 출연

### 주연
- 박노식
- 이경희
- 이민자

## 제작진
- 조명: 고해진
- 미술: 이수진